# Guatlla maresa africana
La guatlla maresa africana (Crecopsis egregia) és una espècie d'ocell de la família dels ràl·lids (Rallidae) que habita zones obertes, incloent-hi conreus, de l'Àfrica Subsahariana, des del Senegal, sud de Mali i sud del Sudan, cap al sud fins al nord de Namíbia, de Botswana i de Sud-àfrica. Si bé tradicionalment ha estat ubicada al gènere Crex, avui és considerada l'única espècie del gènere Crecopsis Sharpe, 1893 arran Garcia-R et al. 2020